# El Dorado (Kansas)
El Dorado é uma cidade localizada no estado americano de Kansas, no Condado de Butler.

## Demografia
Segundo o censo americano de 2000, a sua população era de 12.057 habitantes.
Em 2006, foi estimada uma população de 12.718, um aumento de 661 (5.5%).

## Geografia
De acordo com o United States Census Bureau tem uma área de
16,6 km², dos quais 16,5 km² cobertos por terra e 0,1 km² cobertos por água. El Dorado localiza-se a aproximadamente 409 m acima do nível do mar.

## Localidades na vizinhança
O diagrama seguinte representa as localidades num raio de 24 km ao redor de El Dorado.